# Walking Dead on Broadway
Walking Dead on Broadway war eine 2009 gegründete Deathcore-Band aus Leipzig in Sachsen.

## Geschichte
Walking Dead on Broadway wurde im Jahr 2009 in der sächsischen Stadt Leipzig gegründet und besteht nach mehreren Besetzungswechseln aus Sänger Nils Richter, den beiden Gitarristen Max und Michael, sowie aus Bassist Kevin und Schlagzeuger Stephan.
Im Jahr 2012 wurde eine EP unter dem Titel Welcome to Corpse Wonderland mit sechs Stücken in Eigenregie aufgenommen und veröffentlicht. Im Jahr 2014 unterschrieb die Band einen Plattenvertrag bei Impericon Records und veröffentlichte ihr Debütalbum Aeshma über das Unternehmen. Nach einem Labelwechsel zu Arising Empire erschien mit Slaves das zweite Studioalbum der Gruppe. Für das dritte Album Dead Era wurde die Band im Jahr 2018 vom SPV-Label Long Branch Records unter Vertrag genommen und veröffentlichte dieses Album noch im gleichen Jahr.
In ihrer bisherigen Karriere tourte die Band bereits mit Bands wie Within Destruction, Annisokay, Venues, Neaera, und Science of Sleep teilweise auf internationaler Ebene und spielte bereits auf großen Musikfestivals wie dem Wacken Open Air, dem Summer Breeze, dem Full Force, dem Rockharz Open Air, dem Reload Festival und den Impericon Festivals.
Anfang Mai 2020 wurde bekannt, dass der frühere Sänger Robert Horn unter ungeklärten Umständen verstorben ist.
Im November 2020 gab die Band ihr Ende bekannt.

## Stil
Die Musik von Walking Dead on Broadway kann im Großen und Ganzen als Deathcore beschrieben werden. Nach einem Sängerwechsel orientiert sich der Stil stärker am Death Metal, der sich an Gruppen wie Thy Art Is Murder, Whitechapel und Carnifex orientiert. Die Musik wurde bei Metal.de bereits auf den beiden Vorgängerwerken als überdurchschnittlich gutklassiger Deathcore bezeichnet. Mit der Veröffentlichung des dritten Albums Dead Era verarbeitet die Band auch atmosphärische und melodische Elemente in ihrem Klang. Auf dem Debütalbum arbeiteten die Musiker ohne Schnickschnack, sondern verwendeten genretypische Elemente wie Breakdowns, pfeilschnelle Riffs und fiese Growls.
Obwohl man der Band ein großes musikalisches Potenzial zuschreibt, wurde die Musik der Band in der Vergangenheit als monoton kritisiert, da sich die Musiker viel zu selten aus den Genre-Konventionen gewagt haben und kaum vernehmbare Melodien zu finden waren. So wurde am Beispiel des Stückes 01110010, welches Elemente des Industrial aufweist, angeführt wie die Band klingen könnte, wenn sie sich auf Experimente einlassen würden. Auch bei Powermetal.de wurde die fehlende kreative Weiterentwicklung negativ kritisiert, die für das Genre wichtig wäre.

## Diskografie
- 2012: Welcome to Corpse Wonderland (EP, Eigenproduktion)
- 2014: Aeshma (Album, Impericon Records)
- 2016: Slaves (Album, Arising Empire)
- 2018: Dead Era (Album, Long Branch Records)